# Mắc ca lá nhẵn
Mắc ca lá nhẵn hay Mắc ca vỏ láng có danh pháp khoa học Macadamia integrifolia, là một loài thực vật có hoa trong họ Quắn hoa. Loài này được Maiden & Betche miêu tả khoa học đầu tiên năm 1896.